# Pásztó
Pásztó ist ungarische Stadt im Kreis Pásztó im Komitat Nógrád. Sie war bis Ende 2012 Verwaltungssitz des gleichnamigen Kleingebietes und ist ab 2013 Verwaltungssitz des gleichnamigen Kreises Pásztó.

## Geografische Lage
Pásztó liegt am westlichen Rand des Mátra-Gebirges, 21 Kilometer südwestlich des Komitatssitzes Salgótarján an dem Fluss  Zagyva.

Wappen der Familie Rátót

## Geschichte
Schon zur Zeit der Völkerwanderung gab es hier eine Siedlung. In späteren Dokumenten wurde der Name in den Formen Pasto, Pastro, Pastuch, Paastuchov, Paszthow, Patzhoh verwendet.
König Béla III. gründete 1190 in Pásztó eine Zisterzienserabtei, von der aus die bäuerliche Bevölkerung christianisiert wurde. Nach der Zerstörung im Mongolensturm wurden Kirche, Kloster und Höfe von den Mönchen wieder aufgebaut. Im 13. Jahrhundert wurden die Fürsten Rátót (de genere Ratold) Herren über Pásztó. Der Ort erhielt 1298 eingeschränktes Stadtrecht. Mit einem Schutzbrief verlieh König Sigismund 1407 den Bürgern das Rechtpuch nach Ofner Statrechten. Der Ort entwickelte sich zu einem kulturellen und administrativen Zentrum. Die mittelalterliche Schule war im 15. Jahrhundert namhaft. Die Blüte Pásztós ging mit der Eroberung durch die Türken zu Ende. Über einhundert Jahre war der Ort unbewohnt. In den 1650er Jahren kehrte das Leben zurück. Auf Betreiben von Leopold I. kamen Zisterziensermönche aus Mähren nach Pásztó. 1715 wurden die noch heute existierende barocke Klostergebäude erbaut. Joseph II. hob 1787 das Kloster auf. 1802 erhielt es seine ursprüngliche Rechte zurück.
1867 bekam die Stadt einen Eisenbahnanschluss. Nennenswerte Industrie entwickelt sich aber nicht. 1871 verlor der Ort das Stadtrecht. 1910 lebten 5792 Einwohner im Ort, davon 5730 Ungarn und hiervon 5094 römisch-katholischen, 95 evangelischen und 529 jüdischen Glaubens. Seit Beginn des 20. Jahrhunderts gehören folgenden Ortschaften zu Pásztó: Alsóhuta, Felsőhuta, (früher Almássy-huta), Fiskalitás huta und Ötházhuta.
Mit der Verwaltungsreform von 1950 wechselte Pásztó vom Komitat Heves zum Komitat Nógrád und verlor den Kreissitz. In den 1960er Jahren stieg die Bevölkerungszahl durch die Errichtung von Neubaugebieten. 1984 bekam Pásztó Stadtrecht.

### Bevölkerung
2001 waren 97,5 Prozent der Bevölkerung Ungarn, 2 Prozent Roma und 0,5 Prozent Slowaken.
Quelle: nepszamlalas.hu

## Infrastruktur  und Verkehr
Die Stadt hat drei Kirchen, ein Freibad, ein Krankenhaus, ein Feuerwehrhaus sowie eine Polizeiwache.
Der Ort liegt an der Bahnlinie und der Hauptstraße Nr. 21 zwischen Salgótarján und Hatvan.

## Sehenswürdigkeiten
- Kloster
- Kálmán Csohány Galerie

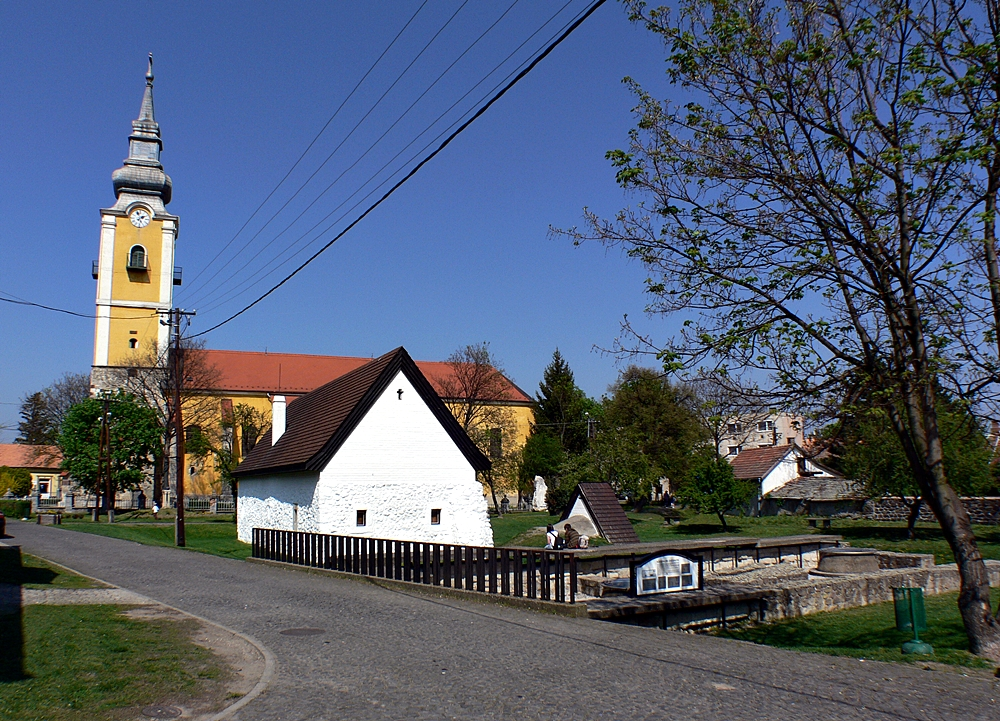
Kirche Szent Lőrinc vértanú und das Schulmeisterhaus

- Römisch-katholische Kirche Szent Lőrinc vértanú
- Schulmeisterhaus (Oskolamester háza, Ersterwähnung 1428)
- Museum Pásztó

## Söhne und Töchter der Stadt
- Dezső Vértesy (1881–1917), Philologe, Übersetzer
- Ibolya Fekete (* 1951), Filmregisseurin und Drehbuchautorin
- Ilstván Kozma (* 1964), Fußballspieler
- Arián Andó (* 1999), Handballspieler

## Städtepartnerschaften
- Ruffec, Frankreich